# 福金站
福金站位于辽宁省本溪市福金街，为沈丹铁路上的一个火车站。建于1934年。
距离沈阳站88公里，丹东站189公里，隶属沈阳铁路局管辖。现为四等站。